# Hilarempis immota
Hilarempis immota är en tvåvingeart som beskrevs av Collin 1928. Hilarempis immota ingår i släktet Hilarempis och familjen dansflugor. Inga underarter finns listade i Catalogue of Life.